# Centro della Terra: continente sconosciuto
Centro della Terra: continente sconosciuto (At the Earth's Core) è un film del 1976 diretto da Kevin Connor.
È un film di fantascienza statunitense e britannico con Doug McClure, Peter Cushing e Caroline Munro. È basato sul romanzo del 1914 Al centro della Terra di Edgar Rice Burroughs.

## Trama
Il dottor Abner Perry, uno scienziato britannico del periodo vittoriano, e il suo finanziatore degli Stati Uniti David Innes fanno un giro di prova nella loro macchina di perforazione Iron Mole in una montagna gallese, ma finiscono in una strano sotterraneo labirintico governato da una specie di rettili volanti giganti e telepatici, i Mahar, e pieno di mostri preistorici e uomini delle caverne. Essi vengono catturati dai Mahar che tengono gli esseri umani come schiavi attraverso il controllo della mente. David si innamora di una bella ragazza schiava, la principessa Dia, ma quando viene scelto come vittima sacrificale nella città Mahar, David e Perry radunano gli umani superstiti affinché si ribellino ai Mahar e riconquistino la libertà.

## Produzione
Il film, diretto da Kevin Connor su una sceneggiatura di Milton Subotsky con il soggetto di Edgar Rice Burroughs (autore del romanzo), fu prodotto da John Dark, Milton Subotsky e Max Rosenberg per la American International Pictures, la Amicus Productions e la Burroughs Productions e girato nei Pinewood Studios a Iver Heath in Inghilterra.

## Distribuzione
Il film fu distribuito con il titolo At the Earth's Core al cinema negli Stati Uniti nel luglio del 1976 dalla American International Pictures e in Gran Bretagna dalla British Lion Film Corporation. Fu inoltre distribuito per l'home video dalla Warner Home Video nel 1986..
Alcune delle uscite internazionali sono state:
- in Giappone il 7 agosto 1976
- in Finlandia il 14 gennaio 1977 (Taistelu maan syvyyksissä)
- in Germania Ovest il 3 febbraio 1977 (Der sechste Kontinent)
- in Danimarca il 1º aprile 1977 (I jordens indre)
- in Portogallo il 7 giugno 1977 (Viagem ao Centro do Mundo)
- in Messico il 19 gennaio 1979 (En el corazón de la tierra)
- in Spagna (En el corazón de la tierra)
- in Venezuela (En el corazón de la tierra)
- in Francia (Centre terre, septième continent)
- in Brasile (No Coração da Terra)
- in Italia (Centro della Terra: continente sconosciuto)

## Promozione
Le tagline sono:
- "They're in it DEEP now!".
- "Take the Most Terrifying Journey of Your Life!".
- "4,000 miles to the center of the Earth to a world within a world".

## Critica
Secondo il Morandini è "un corretto film di fantascienza per ragazzi che mescola umorismo e brividi" e risulta "un po' confuso".
Secondo Leonard Maltin "gli effetti speciali rendono la pellicola piacevole".

## Precedenti letterari
- Viaggio al centro della Terra di Jules Verne